# Consulta ciudadana de La Araucanía de 2021
La consulta ciudadana de La Araucanía de 2021 fue un referéndum no vinculante convocado en aquella región para definir si sus habitantes estaban o no de acuerdo con la extensión del estado de excepción constitucional en su territorio. Los resultados mostraron un amplio apoyo a la opción sí.
Siguiendo lo anunciado por el gobernador regional, Luciano Rivas, en conjunto a la Asociación de Municipalidades de La Araucanía, el referéndum tuvo lugar vía internet los días 5, 6 y 7 de noviembre bajo la modalidad de voto electrónico y voluntario, donde se habilitó a sufragar a todo ciudadano con domicilio electoral inscrito ante el Servicio Electoral de Chile (Servel) en una de las 32 comunas de la región. La idea del proceso, acogida por el ministro del Interior Rodrigo Delgado, se enmarcó dentro de las medidas tomadas durante los hechos de violencia del Conflicto en La Araucanía.
La consulta obtuvo críticas debido al poco grado de participación ciudadana que obtuvo, ya que votó el 16,4% de personas habilitadas a sufragar en ella, por lo que se cuestionó la representatividad de esta.

## Resultados
|  | 81.56 % |

|  | 18.38 % |

|  | 99.94 % |

|  | 0.04 % |

|  | 0.02 % |

|  | 100 % |

## Participación
|  | 19.7 % |

|  | 14.5 % |

|  | 9.5 % |

|  | 21.2 % |

|  | 9.9 % |

|  | 16.5 % |

|  | 7.2 % |

|  | 18.5 % |

|  | 10.4 % |

|  | 10.5 % |

|  | 12.8 % |

|  | 16.4 % |

|  | 8.3 % |

|  | 10.8 % |

|  | 18.8 % |

|  | 25.8 % |

|  | 7.7 % |

|  | 17.2 % |

|  | 12.7 % |

|  | 14.5 % |

|  | 13.5 % |

|  | 11.2 % |

|  | 20.4 % |

|  | 9.1 % |

|  | 8.7 % |

|  | 21.5 % |

|  | 10.3 % |

|  | 12.5 % |

|  | 18.6 % |

|  | 25.5 % |

|  | 13.5 % |

|  | 10.7 % |

|  | 16.4 % |